# Fünfkampf-Länderkampf der Frauen 1968 Niederlande – BR Deutschland
| 8. Leichtathletik-Länderkampf mit bundesdeutscher Beteiligung 1968 | 8. Leichtathletik-Länderkampf mit bundesdeutscher Beteiligung 1968 |
| ------------------------------------------------------------------ | ------------------------------------------------------------------ |
|                                                                    |                                                                    |
| Fünfkampf-Vergleich der Frauen: Niederlande – BR Deutschland       |                                                                    |
| Austragungsort                                                     | Enschede                                                           |
| Wettbewerbe                                                        | 1                                                                  |
| Datum                                                              | 13./14. Juli                                                       |
| 1. NLD 2. FRG                                                      | 13.637 Punkte 13.503 Punkte                                        |
| Chronik                                                            |                                                                    |
| ← FRG-HUN (M)                                                      | ITA-FRG-BEL-FRA-00 NLD-SUI (M) →                                   |

Im achten Vergleich des Länderkampfjahres 1968 trugen die Frauen am 13./14. Juli ihren einzigen Fünfkampf-Länderkampf in diesem Jahr aus. In Enschede traten sie gegen die Niederlande an. Es war die erste Begegnung der beiden Länder in einem Fünfkampf.

## Wettbewerbe und Modus
Jede Nation stellte vier Fünfkämpferinnen, von denen die drei Besten durch Addition ihrer Punktergebnisse gewertet wurden.

## Ergebnis
Es gab zwar einen bundesdeutschen Einzelsieg, doch in der Gesamtwertung lagen die niederländischen Athletinnen mit ihren Rängen zwei bis vier knapp vorn. Der Ausgang war eng, die bundesdeutschen Athletinnen mussten sich ihren Gegnerinnen beugen. Der Endstand lautete 13.637 Punkte zu 13.503 Punkte für die Niederlande.

### Fünfkampf
| Platz | Name             | Nation | Punkte | 80 m Hürden | Kugel- stoßen | Hoch- sprung | Weit- sprung | 200 m  |
| ----- | ---------------- | ------ | ------ | ----------- | ------------- | ------------ | ------------ | ------ |
| 1     | Heide Rosendahl  | FRG    | 4773   | 11,0 s      | 13,03 m       | 1,50 m       | 6,10 m       | 24,7 s |
| 2     | Marian Ackermans | NLD    | 4593   | 11,4 s      | 13,32 m       | 1,62 m       | 5,39 m       | 25,8 s |
| 3     | Hilly Gankema    | NLD    | 4547   | 11,2 s      | 09,53 m       | 1,62 m       | 5,80 m       | 24,8 s |
| 4     | Ciska Jansen     | NLD    | 4497   | 11,8 s      | 12,40 m       | 1,45 m       | 5,83 m       | 24,5 s |
| 5     | Heidemarie Kraft | FRG    | 4393   | 11,2 s      | 12,37 m       | 1,45 m       | 5,56 m       | 26,1 s |
| 6     | Walburga Waneck  | FRG    | 4337   | 11,3 s      | 10,47 m       | 1,56 m       | 5,47 m       | 26,2 s |
| 7     | Christel Voß     | FRG    | 4267   | 11,8 s      | 12,34 m       | 1,53 m       | 5,03 m       | 26,0 s |
| DNF   | Miep van Beek    | NLD    |        | 11,8 s      | 09,45 m       | 1,40 m       | DNS          | DNS    |